# 開基大清府嘉蓮宮
22°27′17″N 120°26′55″E / 22.454599°N 120.448633°E
開基大清府嘉蓮宮，又名嘉蓮宮大清府、後塭仔嘉蓮宮等名，是位於臺灣屏東縣東港鎮嘉蓮里後塭仔的王爺廟。東港迎王時大千歲的王令會到此廟或大清府舊嘉蓮宮過一夜後，再接到東隆宮，此習俗稱為「大清府過王令」。

## 歷史

### 原稱大清府
該廟原稱為「大清府」，而關於此廟的建廟時間，地方文史工作者葉志杰表示不可考，但認為應是先建於東隆宮之前，因此有「大清府過王令」的習俗。另外依當地稱為「阿麻仙」的耆老陳志淵所錄，初建約康熙五十四年（1715年）。
此廟位於舟楫繁忙的茄藤港（又名金茄萣港，今大鵬灣）畔，後來此地淤積而日漸沒落。光緒年間的海嘯，同時沖毀此廟與東隆宮這兩座地方公廟，兩廟雙雙尋地重建。東隆宮遷建於現今的東隆里，恰好位在市街繁華之處，日後香火日益鼎盛；大清府卻日後數臨水難，幾番耗資建廟，財力散盡，廟務日漸蕭條。
該年1894年的海嘯，在東港的東隆宮、鎮海宮、嘉蓮宮、南隆宮之廟誌及碑文上皆有記載。

### 改名嘉蓮宮
第一次遷建不久，1925年的颱風，讓大清府再次被毀，後塭仔的保正陳用暨庄中父老前來與陳志淵（又作陳阿麻）協商第二次遷建擬要改換廟名，經陳阿麻建議改為「嘉蓮宮」，涵義為紀念茄萣港之意。
有一說法，嘉蓮里原本有一條連接後寮溪與大鵬灣的小溪，一側是靠近大鵬灣的後塭仔，另一側毗鄰東港的是汕尾仔。兩地人常不合，隔溪叫罵。此溪在此場颱風也遭填平，因此兩地合而為一。陳阿麻為大清府改名後，想既然隔閡的溪已不見，為要兩地人和平共處，也把汕尾仔的一間廟取作同名。
另一說法，則是汕尾仔的該廟原先是供奉福德正神、大聖爺等，後來祭拜朱府千歲，且早於1917年便以「嘉蓮宮」尊稱。並說清治至日治時期的汕尾仔與後塭仔，因緊臨海域常被巨浪衝擊，兩地居民被迫向內遷移，故互有混合遷移居住情形、相互往來的情誼。

### 新舊名合用
1947年8月下旬，茵納絲颱風來襲，位在後塭仔的此廟再被沖毀，廟中神像暫時移祀到汕尾仔的嘉蓮宮。當後塭仔居民重建完成，欲索回神像時，卻因雙方誤會最後以擲筊方式決定雙方所祭祀之神祇，後塭仔居民得祀池府千歲、二府千歲、閻帝爺此三尊；汕尾仔居民亦分得松王爺、茅府千歲等。
後塭仔的嘉蓮宮新舊名合用叫「嘉蓮宮大清府」、又稱「後塭大清府」、「開基大清府嘉蓮宮」、「金茄萣港后塭開基大清府」、「金茄萣港開基大清府嘉蓮宮」，東港鎮民俗稱「後塭仔廟」。

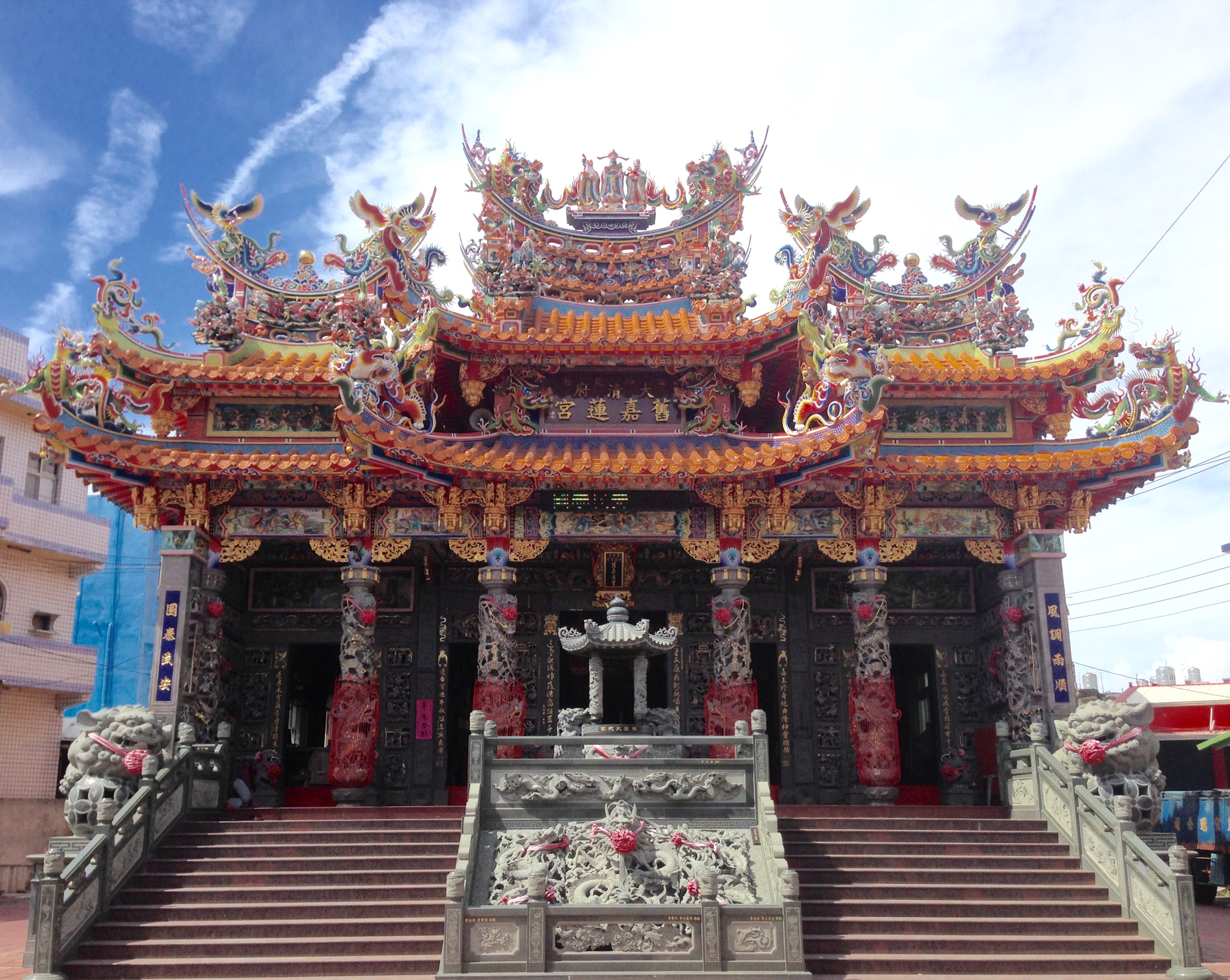
位在汕尾仔的嘉蓮宮，廟方加一個舊字成「舊嘉蓮宮大清府」、又喚作「汕尾舊嘉蓮宮」、「金茄萣港汕尾大清府舊嘉蓮宮」。

東隆宮為了地方和諧，在迎王時輪流請大千歲的王令到這兩廟過夜。
1975年，第四次重建完成。門神為潘麗水所繪。

## 祭祀
主祀大清王爺與茅府千歲，聖誕分別為農曆正月初九與正月十八。另有森羅殿供奉農曆七月十四聖誕的閻帝爺。兩同名廟皆崇敬大清松王爺，也是獨特「外宿」習俗的由來之一。
東港迎王前一年，廟方設中軍府座，並擲出代天巡狩正科中軍府日期，進行開光點睛安座儀式。迎王前，廟內的王船會固定升帆，象徵在大千歲的王船將泊進大鵬灣。迎王第一天，祀王、敬王儀式後，大千歲和中軍府的王令，必須在子時前移到兩座嘉蓮宮之一過夜，直到卯時才迎回東隆宮。

## 外部連結
- 開基大清府嘉蓮宮的Facebook專頁